# Musée d'Art Pablo-Picasso de Münster
Pour les articles homonymes, voir Musée Picasso.
Le musée d'Art Pablo-Picasso de Münster (en allemand : Kunstmuseum Pablo Picasso Münster ; appelé jusqu'en septembre 2010 musée des arts graphiques Pablo-Picasso de Münster) a été inauguré en 2000 à Münster en Allemagne. Il abrite notamment plus de 800 lithographies de Pablo Picasso.

## Histoire
Le musée d'art Pablo-Picasso de Münster est situé sur la Picassoplatz, dans la rue Königstraße, l'ancienne rue la plus élégante de la vieille ville. Les salles d'exposition sont situées dans deux bâtiments historiques. Construite entre 1784 et 1788, la cour de Druffel est l'un des bâtiments les plus significatifs du classicisme de la ville. La façade de l'ancien manoir a été restaurée après la Seconde Guerre mondiale. La maison construite en briques et grès — typique de l'architecture de Münster — a été rattachée au cours de sa conversion en musée à la fin des années 1990 avec la maison voisine.
La collection Picasso a été rassemblée par Gert Huizinga (1927-). Artiste diplômé, il étudie avec Horst Janssen, Paul Wunderlich à l'université des beaux-arts de Hambourg.
Il acquiert son premier Picasso, une linogravure, au début des années 1950. La rencontre de Huizinga avec l'ancienne partenaire de Picasso, Marie-Thérèse Walter, l'amène à se concentrer sur la collection de lithographies de l'artiste. Grâce à la rencontre et plus tard à l'amitié avec l'imprimeur de Picasso Fernand Mourlot à Paris, Gert Huizinga est en mesure d'obtenir davantage d'œuvres pour sa collection dans les années 1970 — en particulier des tirages très rares. Sa collection continuant de grandir, le couple de collectionneurs Jutta et Gert Huizinga décident de rendre leurs trésors artistiques accessibles au grand public.
Pour le dixième anniversaire en septembre 2010, le « musée des arts graphiques » est renommé en « musée d'art » d'après une suggestion du petit-fils de l'artiste, Olivier Widmaier Picasso
,.

## Expositions notables
Sur environ 600 mètres carrés d'espace d'exposition, la collection est présentée selon divers thèmes, et le musée accueille également des collections d'autres musées, sur Picasso lui-même ou des artistes qui lui ont été contemporains.
- 2013 : « Willy Ronis : rétrospective » ;
- 2015-2016 : « Alberto Giacometti : chefs-d'œuvre de la Fondation Maeght » ;
- 2016 : « Le Corbusier : dessiner comme un jeu » ;
- 2016-2017 : « Henri Matisse : faire chanter la main » ;
- 2017 : « De Christo à Kiefer » (collection Lambert, Avignon).

## Collection
La collection du Musée Picasso contient pratiquement toutes les estampes de l'œuvre lithographique, entre autres, complet de l'Espagnol, y compris des épreuves d'états intermédiaires. À partir de 1945 principalement, Picasso a exploité intensivement les possibilités artistiques et techniques de la lithographie, avec l'aide de l'imprimeur parisien Fernand Mourlot. Cette technique d'impression lui a permis de capturer certaines versions de ses œuvres en cours de création, avant de les modifier. L'artiste a ainsi repris ses thèmes et ses motifs à plusieurs reprises, parfois même sur plusieurs années, permettant la création de nombreuses séries. L'œuvre de Picasso va du portrait aux natures mortes en passant par des scènes de tauromachie en mouvement et d'anciennes créatures mythiques.

### Suite Vollard
De 1930 à 1937, Picasso crée une série de 100 eaux-fortes, du nom de l'éditeur et marchand d'art parisien Ambroise Vollard, qui les lui commande. La série présente plusieurs thèmes, tels que les artistes et les modèles ou le mythe du Minotaure. Le musée d'art Pablo Picasso de Münster a pu acquérir la séquence graphique complète en novembre 2001 sur le marché international de l'art[réf. nécessaire].

### Georges Braque
Au début du mois de mars 2004, la Sparkasse Münsterland Ost a fait don au musée de 208 œuvres de Georges Braque en prêt permanent. Braque a eu un intense échange artistique avec Pablo Picasso : entre 1907 et 1914, les deux amis artistes ont développé le cubisme ensemble. La collection montre un échantillon représentatif de l'ensemble de l'œuvre graphique de Braque de 1926 jusqu'à sa mort en 1963. La plupart des estampes de Braque sont colorées, contrairement à celles de Picasso. Cinq céramiques et reliefs très rares complètent la collection.

### Livres d'artistes français
Avec la Classen Foundation, la collection a été élargie à nouveau en 2004 : le couple Essener Christa et Wolfgang Classen ont collectionné une collection de livres de peintres français pendant des décennies. De par son ampleur, cette collection de peintres donne non seulement un aperçu de l'évolution du livre d'artiste français au XXe siècle, mais présente aussi les grands développements artistiques du modernisme avec des œuvres représentatives. Les œuvres de Braque, Matisse et Picasso sont au centre de la collection, mais on peut aussi mentionner le collage Une semaine de bonté de Max Ernst, qui évoque des rêves menaçants, des estampes d'Aristide Maillol.

### Collection Chagall
Fin avril 2008, la Sparkasse Ost Münsterland a donné au musée 137 estampes du peintre Marc Chagall comme prêt permanent. La collection se caractérise par une variété d'estampes uniques et rares produites par Chagall dans les années 1950 et 1960 à Paris principalement. Les lithographies et gravures sur bois ont elles aussi été tirées par Mourlot.

### Linogravures de Picasso
En août 2012, le musée Picasso a pu compléter sa collection avec de 101 linogravures de Pablo Picasso prêtées en permanence au musée par la Sparkasse Münsterland Ost. La collection contient de nombreuses épreuves d'états intermédiaires, dont certains n'existent qu'en un ou deux exemplaires. Ils confèrent aux œuvres une « odeur de studio » spécifique et permettent au spectateur d'avoir un aperçu intime du travail visuel et de la pensée de l'artiste. Sur le plan thématique, les linogravures créées entre 1954 et 1962 mènent à travers un monde Picasso typique des scènes taurines, de représentations anciennes et de portraits.

### Henri Matisse
Depuis l'été 2015, le musée Picasso abrite une collection graphique unique d'Henri Matisse. Les 121 œuvres proviennent de la famille de l'artiste et ont également été données au musée par la Sparkasse Münsterland Ost en prêt permanent. Les lithographies, linogravures et gravures de cette collection couvrent de 1906 à 1951 les 45 dernières années de la création de l'artiste.